# Campionati europei di skeleton 2006
I Campionati europei di skeleton 2006, dodicesima edizione della manifestazione organizzata dalla Federazione Internazionale di Bob e Skeleton, si sono tenuti il 19 e il 20 gennaio 2006 a Sankt Moritz, in Svizzera, sulla pista Olympia Bobrun St. Moritz–Celerina, il tracciato naturale sul quale si svolsero le competizioni del bob ai Giochi di Sankt Moritz 1928 e di Sankt Moritz 1948 e le rassegne continentali del 1986 (unicamente nella specialità maschile) e del 2003 (anche in quella femminile). La località elvetica ha quindi ospitato le competizioni europee per la terza volta nel singolo maschile e per la seconda in quello femminile. Anche questa edizione si è svolta con la modalità della "gara nella gara" contestualmente alla sesta tappa della Coppa del Mondo 2005/2006 e ai campionati europei di bob 2006.

## Risultati

### Skeleton uomini
La gara si è disputata il 19 gennaio 2006 nell'arco di due manches e hanno preso parte alla competizione 23 atleti rappresentanti 11 differenti nazioni.
| Pos. | Atleti          | Nazione     | Tempo   | Distacco |
| ---- | --------------- | ----------- | ------- | -------- |
|      | Gregor Stähli   | Svizzera    | 2:18.40 |          |
|      | Frank Rommel    | Germania    | 2:18.77 | +0.37    |
|      | Markus Penz     | Austria     | 2:19.67 | +1.27    |
| 4    | Dirk Matschenz  | Paesi Bassi | 2:19.86 | +1.46    |
| 5    | Martin Rettl    | Austria     | 2:19.94 | +1.54    |
| 6    | Daniel Mächler  | Svizzera    | 2:20.08 | +1.78    |
| 7    | Sebastian Haupt | Germania    | 2:20.11 | +1.81    |
| 8    | Martins Dukurs  | Lettonia    | 2:20.13 | +1.83    |
| 8    | Michi Halilovic | Germania    | 2:20.13 | +1.83    |
| 10   | Ivo Pakalns     | Lettonia    | 2:20.81 | +2.41    |

### Skeleton donne
La gara si è svolta il 20 gennaio 2006 nell'arco di due manches e hanno preso parte alla competizione 8 atlete rappresentanti 3 differenti nazioni.
| Pos. | Atleti          | Nazione     | Tempo   | Distacco |
| ---- | --------------- | ----------- | ------- | -------- |
|      | Maya Pedersen   | Svizzera    | 2:22.14 |          |
|      | Shelley Rudman  | Regno Unito | 2:23.30 | +1.16    |
|      | Tanja Morel     | Svizzera    | 2:24.08 | +1.94    |
| 4    | Anja Huber      | Germania    | 2:25.93 | +3.79    |
| 5    | Julia Eichhorn  | Germania    | 2:26.75 | +4.61    |
| 6    | Diana Sartor    | Germania    | 2:27.15 | +5.01    |
| 7    | Kerstin Jürgens | Germania    | 2:27.52 | +5.38    |
| 8    | Amy Williams    | Regno Unito | 1:15.50 | -        |

## Medagliere
| Pos.   | Paese       | Oro | Argento | Bronzo | Totale |
| ------ | ----------- | --- | ------- | ------ | ------ |
| 1      | Svizzera    | 2   | 0       | 1      | 3      |
| 2      | Germania    | 0   | 1       | 0      | 1      |
| 2      | Regno Unito | 0   | 1       | 0      | 1      |
| 4      | Austria     | 0   | 0       | 1      | 1      |
| Totale | Totale      | 2   | 2       | 2      | 6      |